# Le Trianon (Paris)
Pour les articles homonymes, voir Trianon (homonymie).
Le Trianon est un théâtre parisien situé au 80, boulevard Marguerite-de-Rochechouart dans le 18e arrondissement de Paris (France), au pied de la butte Montmartre.

## Histoire

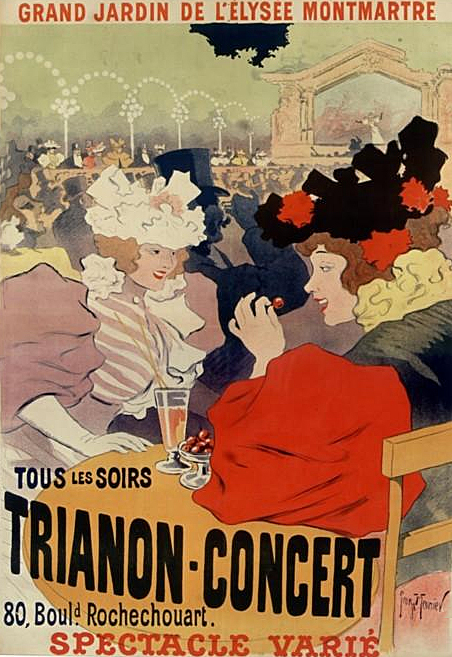
Trianon-Concert dans le grand jardin de l'Élysée Montmartre, affiche de Georges Meunier (1895).

Bâti en 1894 à l'emplacement du jardin de l'Élysée-Montmartre, le Trianon-Concert, premier nom de cette salle de spectacles, accueille dès l'année suivante de célèbres artistes comme Mistinguett, La Goulue, Grille d’égout, Valentin le désossé. Mais en 1900, alors que Leopoldo Fregoli y fait ses débuts à Paris et que la Belle Époque bat son plein, un incendie détruit la salle et une partie des dépendances de l'Élysée-Montmartre.
L'architecte Joseph Cassien-Bernard (élève de Charles Garnier et concepteur du pont Alexandre-III) entreprend la reconstruction de l’établissement qui est inauguré fin 1902 sous le nom de « Trianon-Théâtre ». Rebaptisée au fil des modes et des circonstances, la salle de spectacle se nomme successivement « théâtre Victor-Hugo » (1903), « Trianon-Lyrique » et enfin « Trianon ». En 1908, c'est une succursale de l'Opéra-Comique spécialisée dans l'opérette.
Vers 1928 meurt son directeur, nommé Pierre. Il est le père de Jacqueline Pierre, connue plus tard sous le pseudonyme de Jacqueline Joubert.

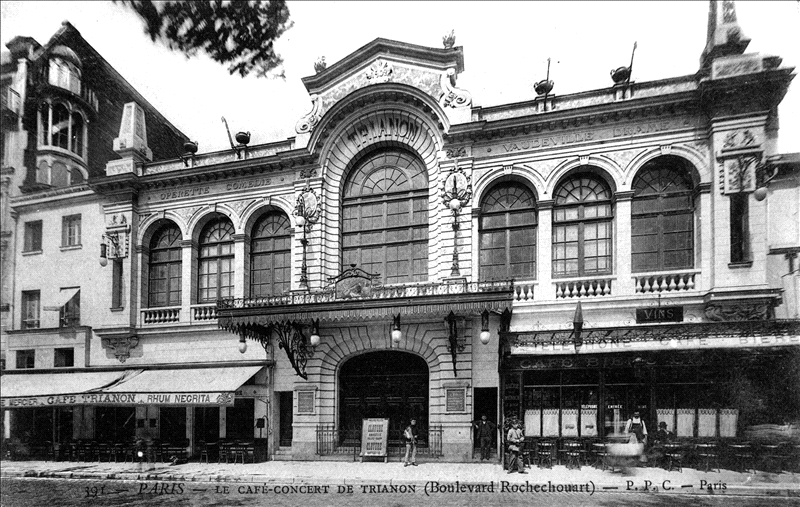
Le Trianon dans les années 1900.

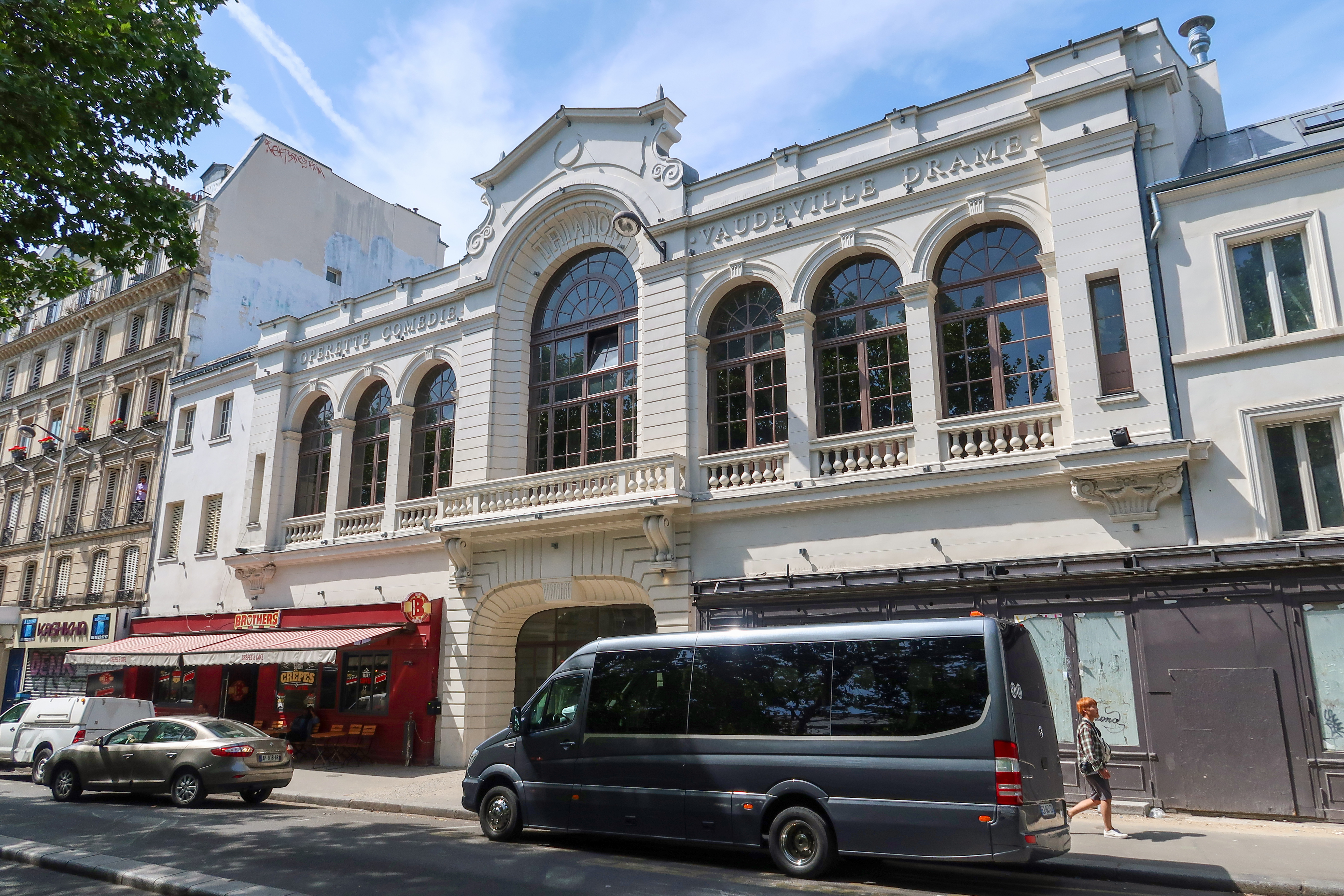
Le Trianon en juillet 2019.

En 1936, le Trianon se consacre au music-hall, avec des artistes tels qu'Yvette Guilbert, Marie Dubas, Fréhel ou Pierre Dac. Un peu avant la Seconde Guerre mondiale, le cinéma récupère cette belle salle de 1 000 places avec deux niveaux de balcons (comme au Grand Rex) que fréquente Jacques Brel au début des années 1950 et où il écrit certains de ses textes.
Dans les années 1980, le cinéma en salles traverse une crise de fréquentation : les salles dites « populaires » ferment les unes après les autres. Le Trianon, qui proposait des films d'aventures et de karaté, redevient théâtre, sous l'impulsion de Guy Balensi, en 1992.

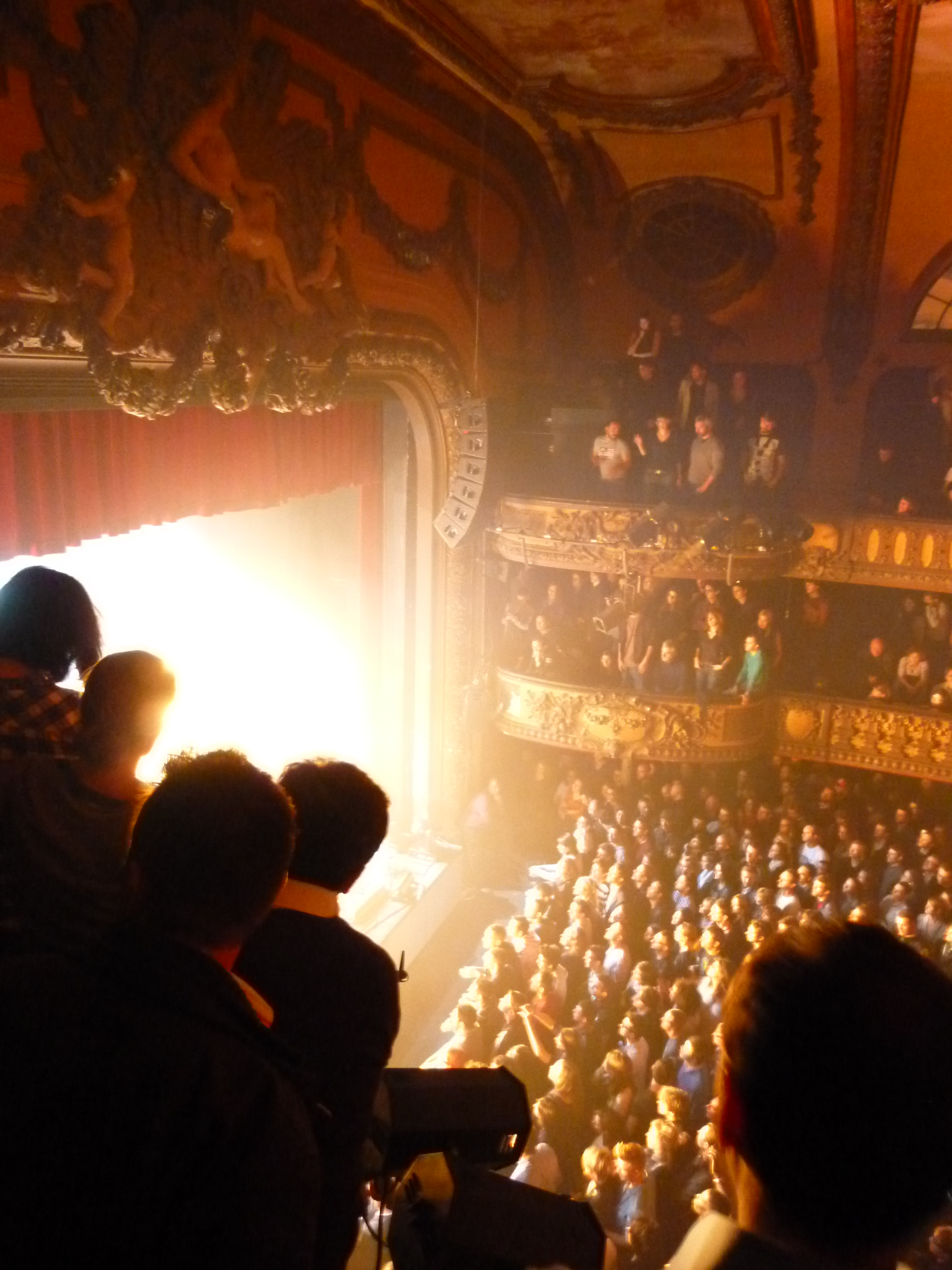
La scène et son public.

Inscrit à l'inventaire des monuments historiques en 1988, il a été racheté par Julien Labrousse et son associé Abel Nahmias, complètement restauré en 2009 et rouvert au public en 2010. Il s’est tourné depuis vers une programmation variée : théâtre, concerts classiques ou de variétés avec Carla Bruni, Julie Zenatti ou encore Benabar, mais aussi opéras, opérettes, comédies musicales, show cases, défilés de mode, avant-premières de films, divers spectacles ou festivals. Il accueille la phase finale des auditions de l'émission Nouvelle Star depuis 2003. Les Wriggles y ont également enregistré un spectacle le 23 septembre 2005. Le Trianon a accueilli, par ailleurs, la chanteuse Rihanna en novembre 2012 à l'occasion de sa tournée promotionnelle 777 Tour pour promouvoir son album Unapologetic. Le 26 juillet 2014, un autre évènement encore rare en France y a eu lieu, les phases finales d'une compétition de sport électronique : les Nation Wars.
Au rez-de-chaussée se trouve Le Petit Trianon, un café-restaurant conçu dès l'origine de l'établissement dans le style Art déco et à nouveau en activité depuis mai 2011 après vingt ans de fermeture.

## Situation et accès
Situé au 80, boulevard Marguerite-de-Rochechouart dans le 18e arrondissement de Paris (France), au pied de la butte Montmartre, Le Trianon est desservi par la ligne de métro 2 à la station Anvers.

## Galerie

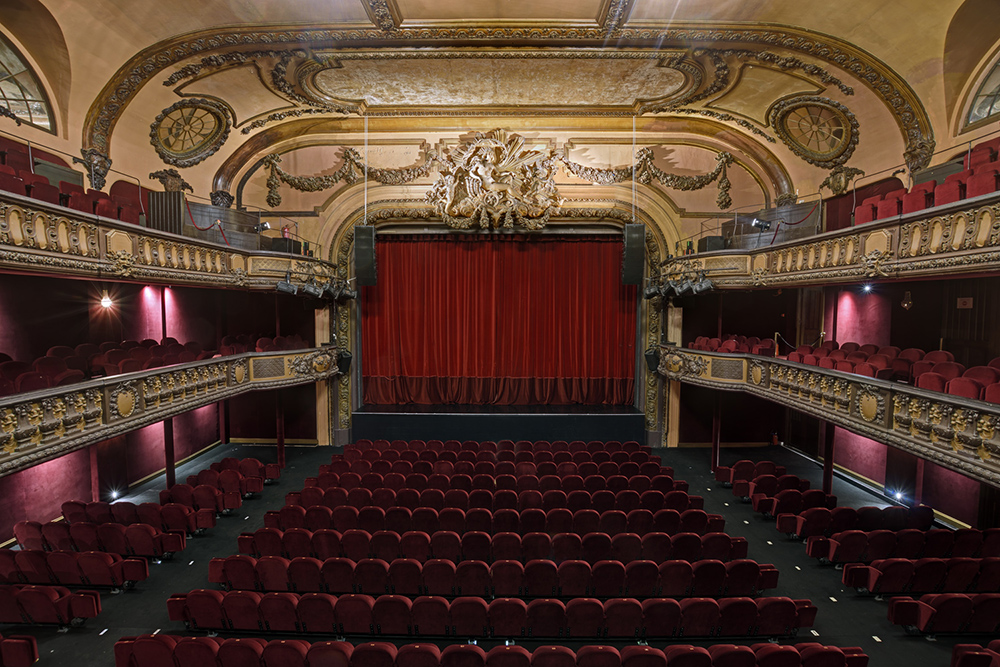
Vue de la salle depuis le premier balcon.
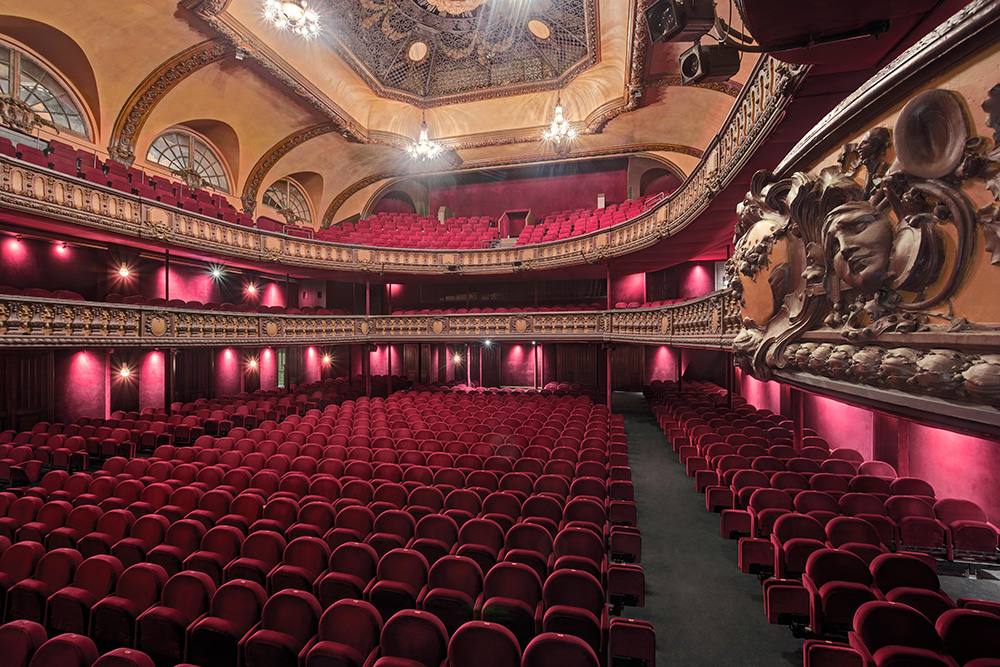
Vue de la salle depuis la scène.
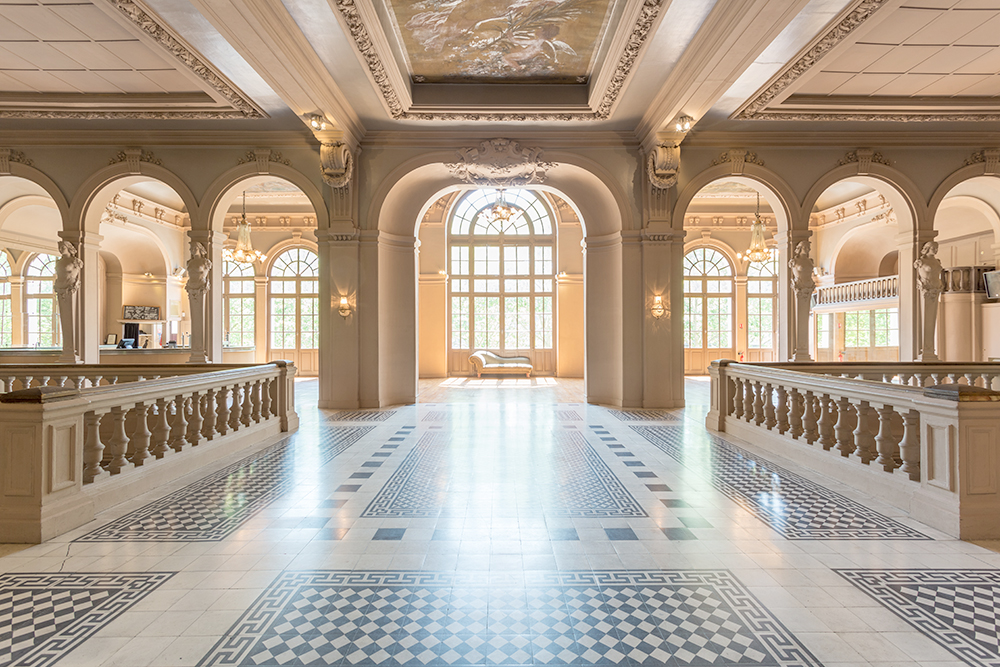
La salle de bal, ou foyer.
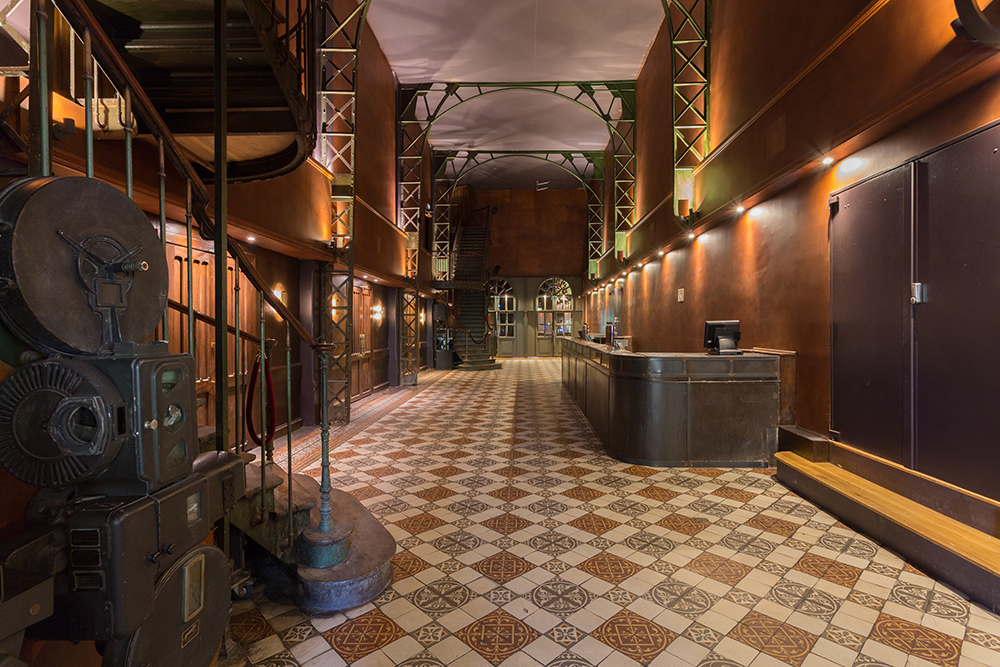
Le jardin d'hiver.